# Flightstar
Der Flightstar ist ein einsitziges Ultraleichtflugzeug (UL) der ersten Generation und war erstmals um 1982 in Deutschland zu kaufen. Hierbei handelt es sich um ein Rohr-Tuch UL mit einer Halbschalenverkleidung aus glasfaserverstärktem Kunststoff (GFK) für den Piloten. Die insgesamt guten Flugeigenschaften gehen allerdings etwas zu Lasten der Reisegeschwindigkeit. Das UL wird in den USA weiterhin als Zweisitzer gebaut und als Bausatz angeboten.
Heute (2009) sind zwei Versionen des Einsitzers in Deutschland zugelassen, der Flightstar Pioneer und der Flightstar I: 
- Der Flightstar Pioneer war ursprünglich mit dem aus dem Schneemobil stammenden Kawasaki TA 440 Motor ausgerüstet. Die maximale Abflugmasse beträgt 227 Kilogramm. Reisegeschwindigkeit etwa 75 km/h mit einem maximalen Steigen von 2,5 m/s
- Bei dem Flightstar I handelt es sich um eine verbesserte und verstärkte Version des Flightstar Pioneer. Neben der Auflastung auf 255 Kilogramm wurde die Motorisierung geändert. Zum Einsatz kommt nun ein Rotax 447 mit B-Getriebe und 40 PS sowie IVO Propeller. Die Reisegeschwindigkeit erhöhte sich auf 85 km/h.

Seit einigen Jahren ist die doppelsitzige Variante, der sogenannte Flightstar II, in Deutschland ebenfalls zugelassen. Diese Ausführung wird mit dem Rotax 582 oder Rotax 912 UL mit 80 PS ausgerüstet. Weiterhin ist als Option eine Vollverkleidung möglich.